# Lobelia lindblomii
Lobelia lindblomii là loài thực vật có hoa trong họ Hoa chuông. Loài này được Mildbr. mô tả khoa học đầu tiên năm 1922.